# سد مزار
سد مزار (به اسپانیایی: Mazar Dam) یک سد خاکی و نیروگاه برقابی در اکوادور است که در کانتون سبییا د اورو واقع شده‌است.